# Haagbrug
De Haagbrug verbindt het Noordeindeplein met de Haagweg over de Trekvliet in de Nederlandse stad Leiden.

## Typering
De Haagbrug is uitgevoerd als vaste liggerbrug met landhoofden en pijler van beton en metselwerk. De brug is voorzien van betonvulling en gietasfaltdek. De brug is 15,00 m breed met als wegindeling een rijweg van 9,00 m, en aan weerszijden trottoirs van 3,00 m. De brug is tevens uitgevoerd als keersluis.

## Geschiedenis
De Trekvliet werd in 1638 gegraven ten behoeve van de trekschuitverbindingen met Delft en Den Haag. Toen in 1884 de Trekvliet werd doorgetrokken tot het Galgewater (de lokale benaming van de Oude Rijn) werd hier een gelijkarmige draaibrug aangelegd met twee doorvaarten van 7 m. Het beheer van de brug ging in 1922 over naar de gemeente Leiden. Die verving de draaibrug in 1936 door de huidige vaste brug. De pijler en landhoofden van de draaibrug zijn nog aanwezig naast de nieuwe brug. In 1985 werd de brug gerenoveerd. Hierbij werden de natuurstenen vernieuwd. In 1989 werden nieuwe sluisdeuren aangebracht. In 2000 verving de gemeente het trottoir van de Haagbrug aan de kant van de Rijn en Schiekade tussen de Haagweg en het Noordeinde(plein).

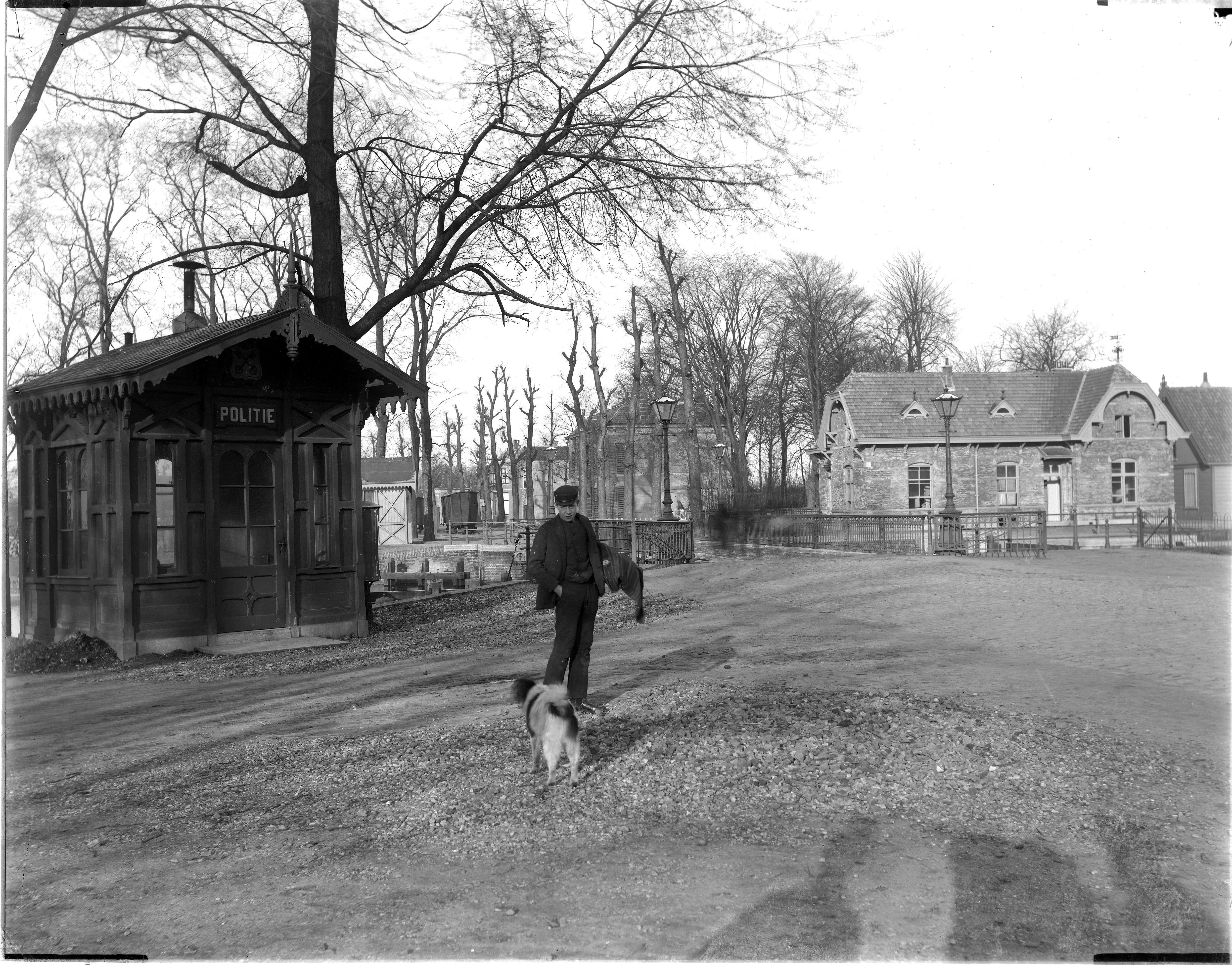
Haagbrug over de Trekvliet gezien van Noordeindsplein bij Wittesingel naar het westen naar de Haagweg. Circa 1880.

Onder de brug bevindt zich een (schuil)kelder. Deze is thans niet in gebruik. Plannen uit 2018 en 2020 om op het landhoofd (en onder de kelder) een woning te bouwen als onderdeel van het Leidse Parels-project (initiatief van architect Fons Verheijen) vinden vooralsnog geen doorgang.
In de binnenstad:

Aeldisbrug ·
Alkemadebrug ·
Asschuurbrug ·
Blauwpoortsbrug ·
Blekersbrug ·
Bostelbrug ·
Catharinabrug ·
Derde Waardbrug ·
Doelenbrug ·
Doelengrachtsbrug ·
Doelenpoortsbrug ·
Dullebrug ·
Franciskanerbrug ·
Gansoordbrug ·
Gepekte Brug ·
Groenebrug ·
Groenhazenbrug ·
Grofsmederijbrug ·
Grote Havenbrug ·
Hapynionbrug ·
Helarbrug ·
Herenbrug ·
Herenpoortsbrug ·
Hogewoerdsbrug ·
Hoogeveensbrug ·
Huigbrug ·
Hulpwerfbrug ·
Jan van Houtbrug ·
Jan Vossenbrug ·
Karnemelksbrug ·
Katoenbrug ·
Kazernebrug ·
Kerkbrug ·
Kerkpleinbrug ·
Kippenbrug ·
Kleine Havenbrug ·
Kleine Paterbrug ·
Koepoortsbrug ·
Koornbrug ·
Koningsbrug ·
Kraaierbrug ·
Laatste Brug ·
Lijsbethbrug ·
Looiersbrug ·
Lourisbrug ·
Loviumbrug ·
Marebrug ·
Marepoortsbrug ·
Mecklenburgerbrug ·
Minnebroersbrug ·
Molensteegbrug ·
Morspoortbrug ·
Nassaubrug ·
Neksluisbrug ·
Nieuwsteegbrug ·
Nonnenbrug ·
Noordeindsbrug ·
Noord-Kijfbrug ·
Oranjebrug ·
Paterbrug ·
Pauwbrug ·
Poppebrug ·
Rembrandtbrug ·
Reuvensbrug ·
Rijnbrug ·
Rijnsburgerbrug ·
Scheluwbrug ·
Singelbrug ·
Sint Jansbrug ·
Sint Jeroensbrug ·
Sint Sebastiaansbrug ·
Stadsmolensluis ·
Tapijtkloppersbrug ·
Trekvaartbrug ·
Turfmarktsbrug ·
Tweede Waardbrug ·
Utrechtse Brug ·
Valkbrug ·
Van Disselbrug ·
Verversbrug ·
Vierde Waardbrug ·
Visbrug ·
Vlietbrug ·
Vreewijkbrug ·
Warmonderbrug ·
Weverbrug · 
Wijnbrug ·
Wisenniabrug ·
Wittepoortsbrug ·
Zijlpoortsbrug ·
Zuid-Kijfbrug ·
Zuidsingelbrug
Overige bruggen:

Groenhovenbrug ·
Haagbrug ·
Haagsche Schouwbrug ·
Hoflandbrug ·
Hooghkamerbrug ·
Jaagbrug ·
Jan van Goyenbrug ·
Julius Caesarbrug ·
Kanaalbrug · 
Lammebrug ·
Oud-Hortuszichtbrug ·
Trekvlietbrug ·
Schrijversbrug ·
Spanjaardsbrug ·
Spoorbrug RSK ·
Spoorbrug De Vink ·
Staatsspoorbrug ·
Stevensbrug ·
Stevenshofbrug ·
Sumatrabrug ·
Waddingerbrug ·
Wilhelminabrug ·
Wouterenbrug ·
Zijlbrug